# Dreifaltigkeitskirche (Sandhausen)

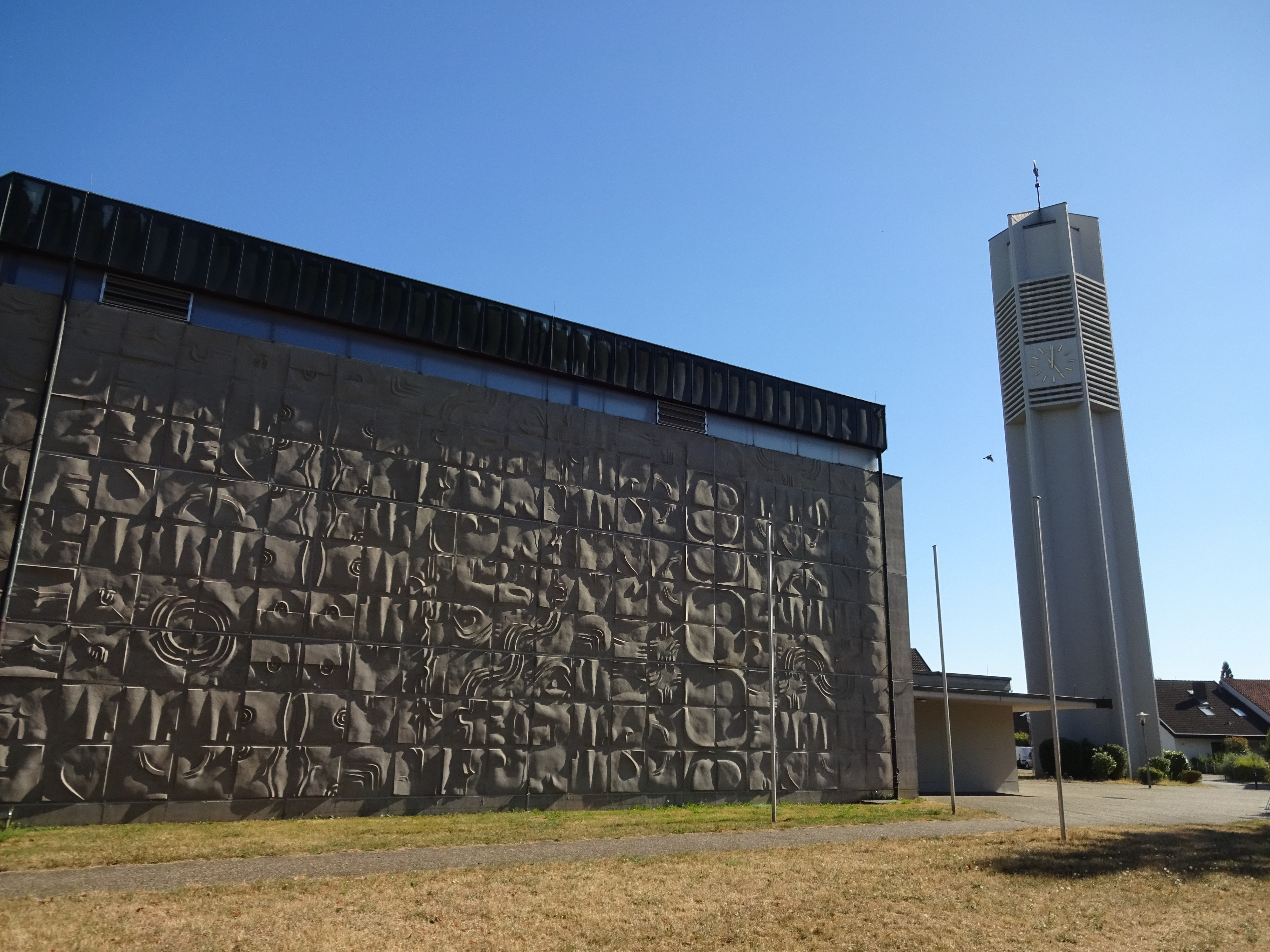
Dreifaltigkeitskirche mit Turm von Nordwesten

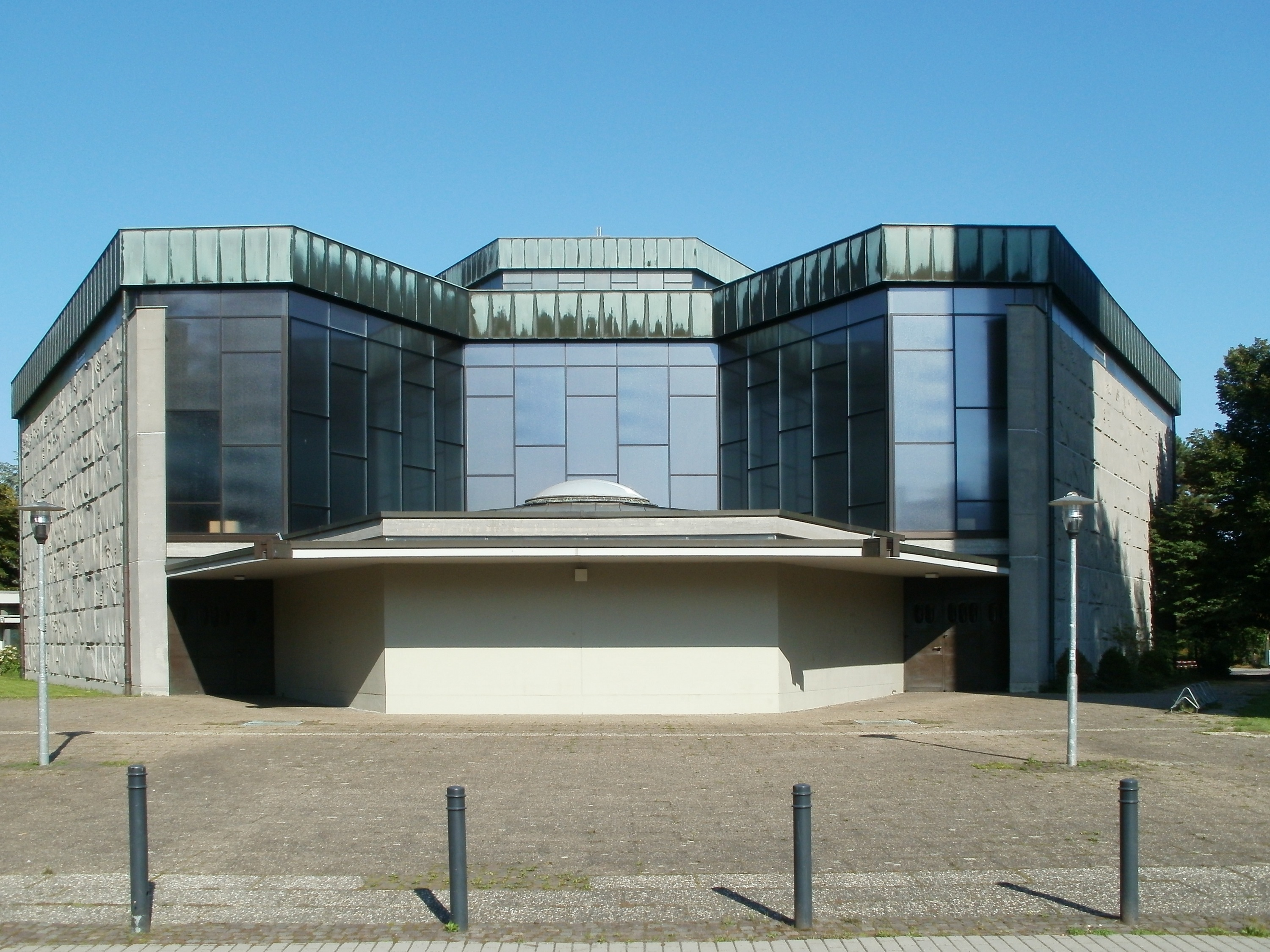
Dreifaltigkeitskirche von Westen, Eingangsfassade mit Werktagskapelle

Die Dreifaltigkeitskirche ist die römisch-katholische Pfarrkirche von Sandhausen in Baden-Württemberg. Sie gehört zum Dekanat Wiesloch des Erzbistums Freiburg. Die Kirche wurde 1967/68 nach Plänen von Manfred Schmitt-Fiebig errichtet.

## Geschichte
Eine Kirche in Sandhausen ist seit 1359 nachweisbar, diese stand an der Stelle der späteren Synagoge. Mit Einführung der Reformation in der Kurpfalz wurde die Kirche protestantisch und die katholische Pfarrei hörte 1560 auf zu bestehen. Erst im 18. Jahrhundert kam es wieder zum Aufbau einer katholischen Seelsorge in Sandhausen, seit 1742 wurden regelmäßige katholische Gottesdienste im Rathaus gefeiert. 1766/67 wurde die heute noch bestehende St.-Bartholomäus-Kirche errichtet, die 1862 Sitz einer Pfarrei und 1896 erweitert wurde. Nach dem Zweiten Weltkrieg war die Zahl der Katholiken in Sandhausen auf über 4000 angestiegen und die Kirche mit ihren 370 Plätzen zu klein geworden. Da eine Erweiterung aus Platzgründen nicht möglich war, wurde 1963 der Bau einer neuen Kirche am damaligen östlichen Ortsrand beschlossen.
Die neue Kirche wurde vom Erzbischöflichen Bauamt in Heidelberg unter der Leitung von Hans Rolli geplant. Der Entwurf stammte von Manfred Schmitt-Fiebig. Die Ausarbeitung, Detailplanung und technische Leitung übernahm Heinrich Eisenhauer. Am 28. August 1966 erfolgte der erste Spatenstich, am 21. Mai 1967 wurde der Grundstein gelegt, am 15. September 1967 wurde Richtfest gefeiert und am 27. Oktober 1968 wurde die Kirche von Weihbischof Karl Gnädinger konsekriert.

## Architektur

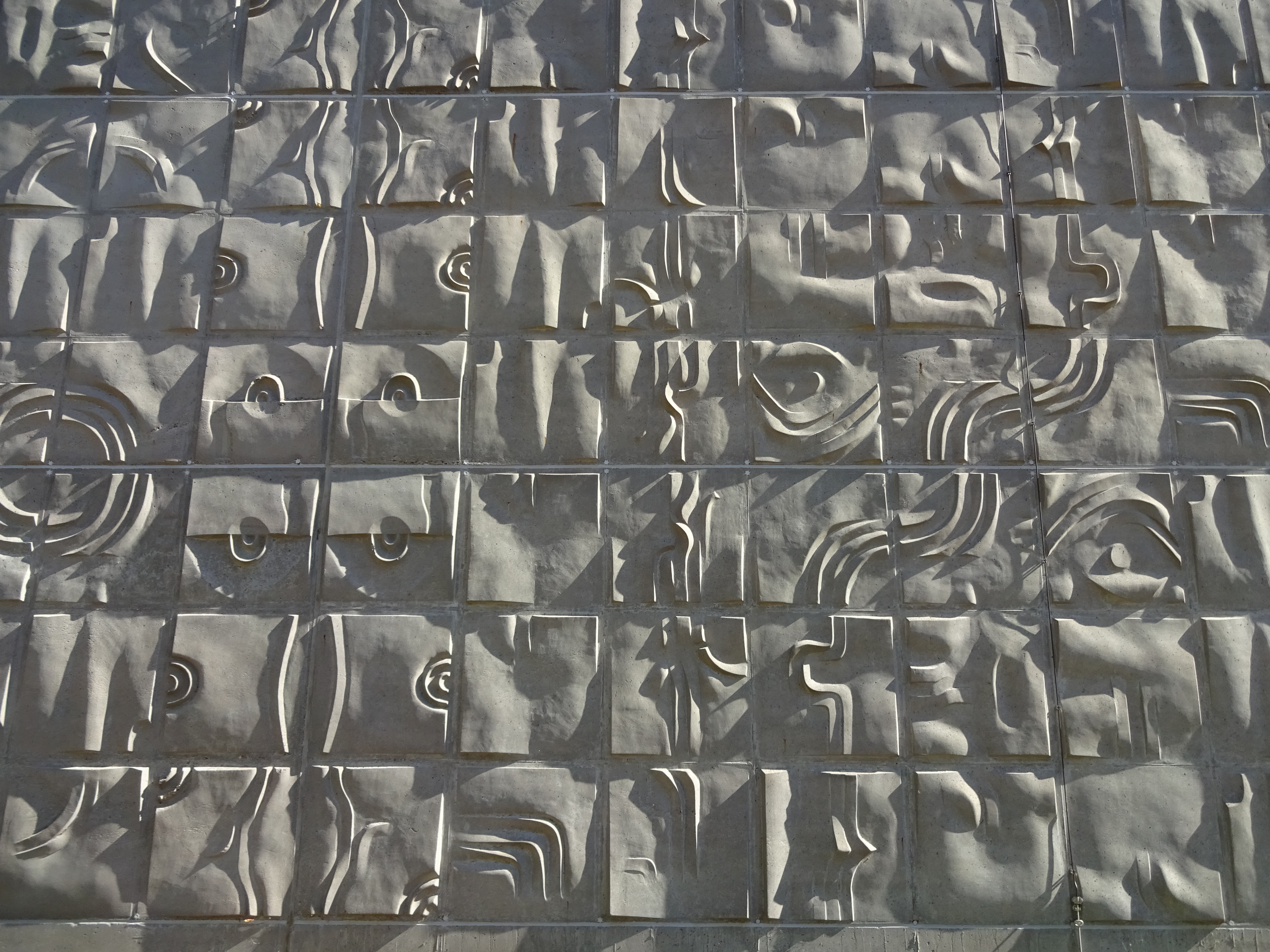
Detail der Nordwestfassade

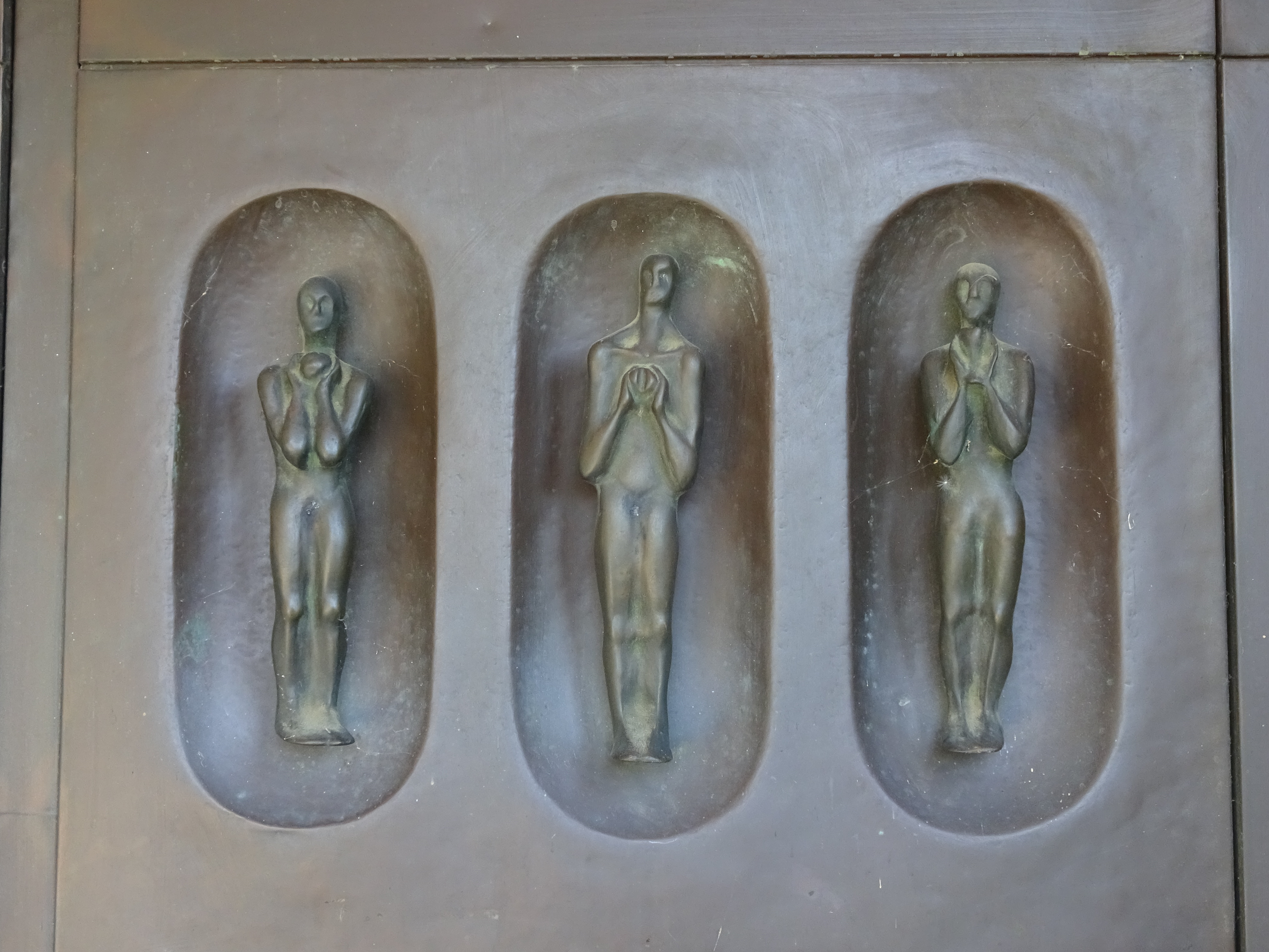
Detail des rechtes Portals: Christus bricht das Brot, flankiert von zwei symbolischen Figuren mit Brot und Kelch

Der Bau ist eine dreischalige Schwerbetonkonstruktion über einem sechseckigen Grundriss. Die innere Schicht ist aus handgestrichenen Ziegeln gemauert. Unter der Decke verläuft ein schmales Lichtband. Im Osten befindet sich der steil aufragende, geschlossene Chor, im Westen die eingestellte sechseckige Werktags- und Sakramentskapelle. Die große, fünfteilige Fensterwand über der niedrigen Werktagskapelle dient als Hauptlichtquelle der Kirche.
Die Fassaden zeigen ein von Peter Dreher entworfenes Relief, das aus 38 mit unterschiedlichen abstrakten Mustern gestalteten und unterschiedlich angeordneten Quadraten zusammengesetzt ist. Diese wurde nicht nachträglich angebracht, sondern mit Hilfe von Polyesterformen, in die Beton gegossen wurde, vor Ort hergestellt.
Die beiden Portale wurden von Peter Dreher mit Figuren in Nischen gestaltet, die das Wort und das Sakrament als Hauptbestandteile des Gottesdienstes symbolisieren: am linken Portal Jesus lehrt im Tempel, Jesus bei der Bergpredigt und Jesus lehrt vom Schiff aus sowie am rechten Portal die Verwandlung von Wasser in Wein bei der Hochzeit zu Kana, Christus beim Brotbrechen und die Wundersame Brotvermehrung.
Der schlanke, 40 m hohe Campanile über sechseckigem Grundriss mit schmalen, abwärts gerichteten Schallschlitzen steht frei südwestlich der Kirche. Er wird von einem 1,2 m hohen kupfernen Turmhahn, der von Edwin Neyer geschaffen wurde, bekrönt.

## Innenraum
Die mit Ziegeln gemauerten Innenwände zeigen ein abstraktes Ornament, das über dem Altar ein großes Dreieck als Symbol für die Dreifaltigkeit bildet. Auch die Weihekreuze und Apostelleuchter sind aus dem Ziegelmauerwerk heraus gestaltet. Im Osten befindet sich der hohe, sechseckige, an drei Seiten offene Altarraum, dessen Boden als Mosaik aus weißen und schwarzen Marmorfliesen gestaltet ist. Im Altarraum hängt ein mit Emailmalereien, Amethysten und Bergkristallen besetztes Kreuz von Herbert Kämper. Der Altartisch aus Sterzinger Marmor wurde von Edwin Neyer geschaffen.
Zur weiteren Ausstattung gehören eine lebensgroße Madonna aus eingetöntem Marmorzement von Gisela Bär und ein Leuchter von Harry MacLean. Der Taufstein von Gisela Bär weist einen bronzenen Deckel mit Wassermotiv auf, als Handgriffe dienen zwei stilisierte Hirsche. Der ebenfalls von Gisela Bär geschaffene Kreuzweg besteht nicht aus den traditionellen vierzehn Stationen, sondern ist als Passionszyklus mit Szenen vom Abendmahl bis zur Auferstehung gestaltet.
Der Altartisch und der Ambo in der Werktagskapelle sind ein Werk von Edwin Neyer.

## Orgel
Auf der Orgelempore an der rechten Seite befand sich ursprünglich ein elektroakustisches Instrument mit 56 Registern auf drei Manualen, dessen Klang aus zwei Lautsprechern über den Windfängen der Hauptportale ausgestrahlt wurde.
1985 wurde dieses Instrument durch eine Pfeifenorgel ersetzt, die von Michael Weise aus Plattling gebaut wurde. Das Hauptwerk umfasst 12 Register und 970 Pfeifen, das Schwellwerk 12 Register und 772 Pfeifen, und über das Pedal werden 7 Register und 330 Pfeifen bedient. Sie besitzt eine mechanische Spieltraktur (Schleiflade) und eine elektrische Registertraktur.

## Glocken
Im freistehenden Glockenturm befindet sich ein Geläut der Glockengießerei Schilling aus Heidelberg. Die in f', as', b' und des" gestimmten Glocken wurden 1951 für die alte Kirche gegossen, neu dazu kamen zwei Glocken in des' und es'.